# ユリウス2世 (ローマ教皇)
ユリウス2世（ユリウス2せい、Julius Ⅱ、1443年12月5日 - 1513年2月21日）は、16世紀初めのローマ教皇（在位：1503年 - 1513年）。本名はジュリアーノ・デッラ・ローヴェレ（Giuliano della Rovere）。芸術を愛好し、多くの芸術家を支援したことでローマにルネサンス芸術の最盛期をもたらしたが、その治世において教皇領とイタリアから外国の影響を排除しようとした奮闘が、戦争好きの政治屋教皇というレッテルを彼にもたらすことになった。

## 生涯

### 急速な出世
アルビッソラの貧しい家で育ったローヴェレは教皇シクストゥス4世（フランシスコ会　コンベンツァル派）の甥にあたる。その叔父の意向を受けてローヴェレはフランシスコ会（コンベンツァル派）の修道院に学び、自然科学の勉強のためにラペルーズの修道院に送られることになった。しかし、彼はそれを拒否し、フランシスコ会（コンベンツァル派）修道院に入った。しかし、フランシスコ会（コンベンツァル派）に籍をおきながら、1471年に叔父によってフランスのカルパントラの司教にあげられるまで特例として教区にも在籍していた。
1471年、28歳にして枢機卿にあげられ、叔父が教皇になるまで持っていたサン・ピエトロ・イン・ヴィンコリ（聖ペトロをつないだ鎖があることで有名な大聖堂）の枢機卿位を引き継いだ。叔父の元で影響力を増していったローヴェレはアヴィニョンの大司教位など8つもの司教職をかけもちしていた。1480年には教皇使節としてフランスに派遣され、4年間同地に滞在した。華々しい経歴の中で、教皇がインノケンティウス8世に変わっても枢機卿団における彼の影響力の大きさは増していくばかりであった。

### アレクサンデル6世との対立
当時の枢機卿団の中で影響力を持っていたもう1人の人物ロドリゴ・ボルジアとは互いをライバル視するようになっていった。しかし1492年のコンクラーヴェでは、アスカニオ・スフォルツァの抱きこみに成功し、巨額の賄賂によって枢機卿たちの票を買いまくったボルジアが圧勝し、教皇アレクサンデル6世を名乗ることになった。敗れたローヴェレは身の危険を感じてオスティアに逃れ、さらにパリへと逃れた。パリではフランス王シャルル8世の身辺にあってナポリ王国への継承権を主張するようそそのかしていた。
1494年、ついにシャルル8世を動かすことに成功したローヴェレはフランス軍と共にイタリアへ侵入、アレクサンデル6世の抵抗を排除しローマ入城に成功した。ここで汚職の噂に事欠かなかったアレクサンデル6世を断罪し、退位させることができると思ったが、そこはアレクサンデル6世のほうが一枚上手であった。アレクサンデル6世はシャルル8世の腹心ブリソネーに枢機卿を与える約束をしてその地位を保障されたのだった。
その後一旦アレクサンデル6世と和解したが、打倒ボルジアの野望を捨てず1503年にアレクサンデル6世が没すると、ローヴェレはミラノのピッコロミニ枢機卿を支持して、教皇選出に大きな役割を果たした。これがピウス3世である。しかし、ピウス3世は病にたおれて急逝。ローヴェレは、かつての仇敵アレクサンデル6世の庶子で教会軍総司令官であったチェーザレ・ボルジアの支持を取り付けるという政治的な離れ業をおこなって教皇位につき、ユリウス2世を名乗った。用済みとなったチェーザレは捕縛され、ナバラ王国に脱走したが、1507年に戦死した。

### イタリア戦争
その在位の初めからユリウス2世は教皇領をめぐる複雑な権力関係や大国の影響力を一掃したいと考えていた。そのためにまず取り組んだのは教皇領をほぼ我が物としていたボルジア家の影響力を拭い去ることであった。複雑な折衝の末にこれに成功すると、ボルジア家のもとで追い込まれていたかつての名族オルシーニ家とコロンナ家の関係正常化の仲介をおこない、教皇領とローマの貴族たちとの関係も改善した。
ローマの安全性を確実なものとするため、ユリウス2世はファエンツァやリミニなど諸都市からヴェネツィア軍を追い出した。彼らはアレクサンデル6世逝去のどさくさに紛れてそれらの都市を占領していた。1504年には対立することの多かった神聖ローマ帝国とフランスの同盟に尽力し、その力を借りることでヴェネツィアの影響力を弱めようとした。これはイタリアの独立性を弱める危険があるが、当面の策としては最上のものであった。しかし、この同盟も結局実際的な影響力はあまりなく、ロマーニャのいくつかの街からヴェネツィア軍が撤退したにとどまったが、ついに1506年に教皇自らが軍隊を率いて出たことでペルージャやボローニャを陥落させ、フランスと神聖ローマ帝国が教皇を無視できなくなるほどの影響力を持つことに成功した。
1508年にはフランス王ルイ12世およびアラゴンのフェルナンド2世と組んで対ヴェネツィア共和国同盟を結成。1509年初頭にはヴェネツィアへの禁輸令などによって締め付けを強化し、アニャデッロの戦いでヴェネツィアを破ったことで共和国のイタリア半島における影響力を一挙に消滅させることに成功した。しかし、ここにきてユリウス2世はイタリアにおけるフランスの影響力の大きさを危惧するようになった。
そこでヴェネツィア共和国と同盟し、フランスと敵対した。しかし、フランスとイギリスを離間させようとした教皇の策は失敗し、逆に1510年にフランスがトゥールで教会会議を招集するという反撃にうって出た。フランスの司教団は教皇への忠誠を放棄し、ルイ12世は教皇の廃位を企てた。この目的のためピサ教会会議が準備され、1511年に実際に開会した。
ユリウス2世はヴェネツィア共和国、アラゴンのフェルナンド2世と対フランス同盟である神聖同盟を締結。イングランドのヘンリー8世と神聖ローマ皇帝マクシミリアン1世も同盟に加えることに成功した。教皇はピサでの教会会議に対抗して、1512年にローマに公会議（第5ラテラン公会議）を召集した。公会議の召集はユリウス2世が教皇着任にあたって実施を約束したものであったが、なかなか実行されずにいたものであった。こうして足元を固めた教皇はついにフランス軍をアルプス北部へ追いやることに成功した。
しかし、これもフランス以外の大国がイタリアに影響力を及ぼすという結果につながるものでしかなかった。ローマ周辺の教皇領の政治的安定と独立を獲得した教皇であったがイタリア半島全体の独立の夢はかなわず、1513年2月に病没した。教皇の遺体は司教座聖堂であったサン・ピエトロ・イン・ヴィンコリに葬られた（同教会にある有名なミケランジェロのモーセ像はユリウス2世の墓所のためにつくられたものである）。

## 評価
ユリウス2世の事績と展望は教会関係者のそれというよりは政治家・軍事的指導者のものであった。これはアレクサンデル6世の方針を基本的に受け継いだもので、異なっているのは自らの栄誉や一族の繁栄よりも教会の権威と影響力を強力にすることに専心したことである。もっともマキャヴェッリは「自らの手でするか息子にゆだねるかの違いでしかなかった」と言っている。また前任者の汚職を告発しているが、ユリウス2世もまた自身が関わった少なくとも2度のコンクラーヴェで票の買収工作を行ったり、即位後すぐに3人の甥や従弟を枢機卿に任命するなどしている。ただしこれらの行為は現在では宗教的堕落ではなく、教皇の君主的側面を象徴するものと解釈されている。
それでもユリウス2世は不屈の精神に優れた政治的手腕、道徳的中立性などによって同時代の政治家と比べても傑出した存在であることは間違いない。同時に戦争好きであるとか政治屋であるという印象を残してはいるが、現代でも人気のある教皇の一人に数えられる。
ユリウス2世について忘れてはならないのは芸術の愛好者であり、多くの芸術家の援助をしていたということである。ユリウス2世はブラマンテに老朽化していたサン・ピエトロ大聖堂の新築を依頼し、1506年4月18日に新聖堂建設の礎石を置いた。建設には120年、広場を含めた装飾にはさらに50年の歳月が費やされた。同1506年にはオッピオの丘のドムス・アウレア(ネロの黄金宮殿)周辺から《ラオコーン》が発見されたが、ただちにそれを買い取ってヴァチカンのベルヴェデーレの中庭に置いたのもユリウス2世であった。15世紀初めまでのローマでは、古代の彫刻は焼いて粉砕し石灰にするのが通例であったが、世紀末までには人文主義の影響下でローマの有力家系や知識人によってコレクションされるようになった。ユリウス2世はこうしたコレクターの代表例であり、《ラオコーン》や《ベルヴェデーレのアポロ》など、ヴァチカン美術館を代表する古代彫刻コレクションの礎を築いたといえる。絵画においても、ラファエロの「署名の間｣と｢ヘリオドロスの間｣やミケランジェロのシスティーナ礼拝堂における天井画の依頼など、西洋美術史上他に例を見ないほど大きな役割を果たした。